# 7023 Heiankyo
A 7023 Heiankyo (ideiglenes jelöléssel (7023) 1992 KE) a Naprendszer kisbolygóövében található aszteroida. Atsushi Sugie fedezte fel 1992. május 25-én.